# Neocossyphus rufus
Tordo-de-cauda-ruiva ou tordo-formigueiro-ruivo (Neocossyphus rufus) é uma espécie de ave da família Turdidae.
Pode ser encontrada nos seguintes países: Camarões, República Centro-Africana, República do Congo, República Democrática do Congo, Guiné Equatorial, Gabão, Quénia, Somália, Tanzânia e Uganda.
Os seus habitats naturais são: florestas subtropicais ou tropicais húmidas de baixa altitude.